# Industry Standard Architecture

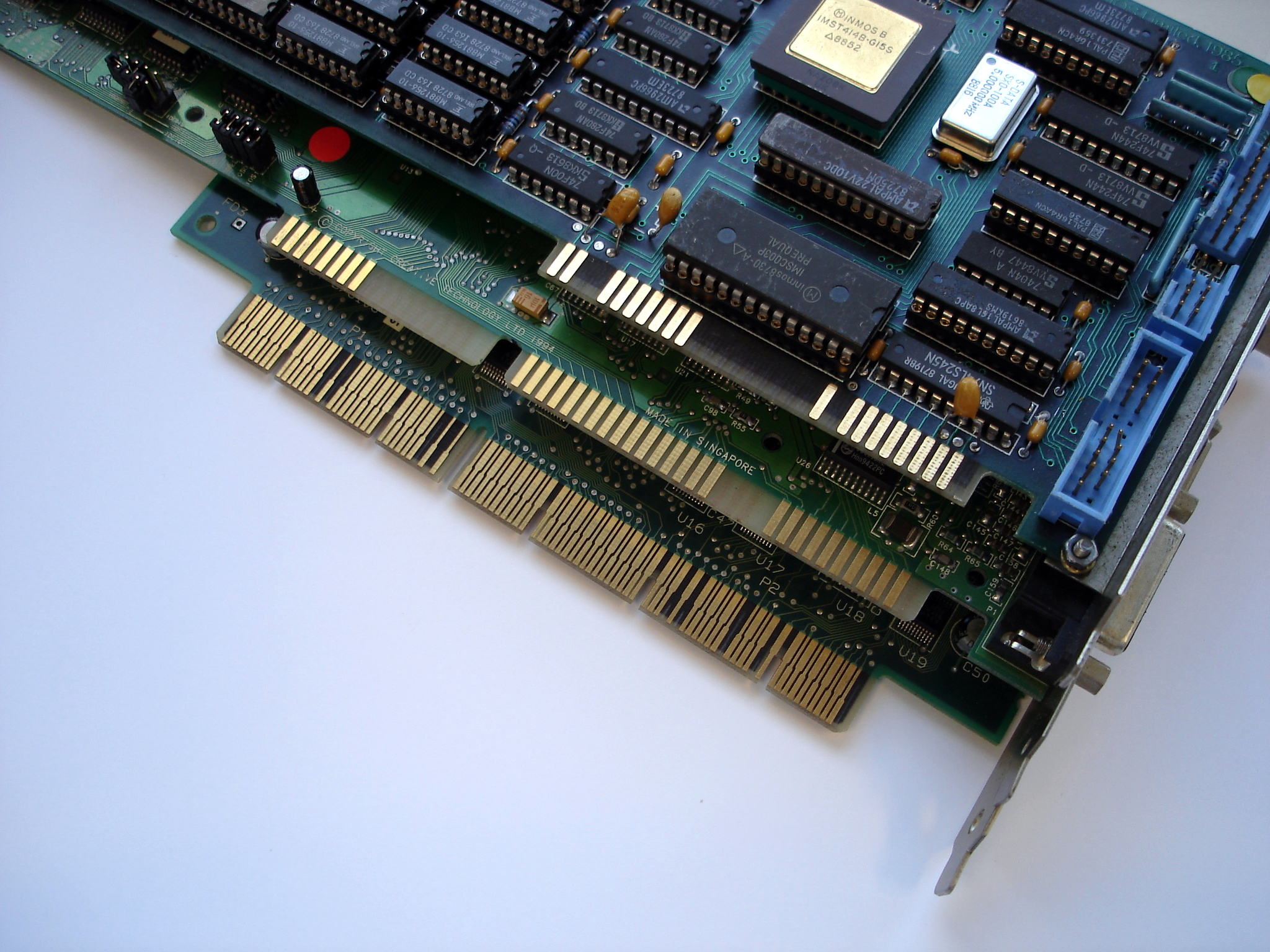
8-bit XT, 16-bit ISA, EISA (fentről lefelé)

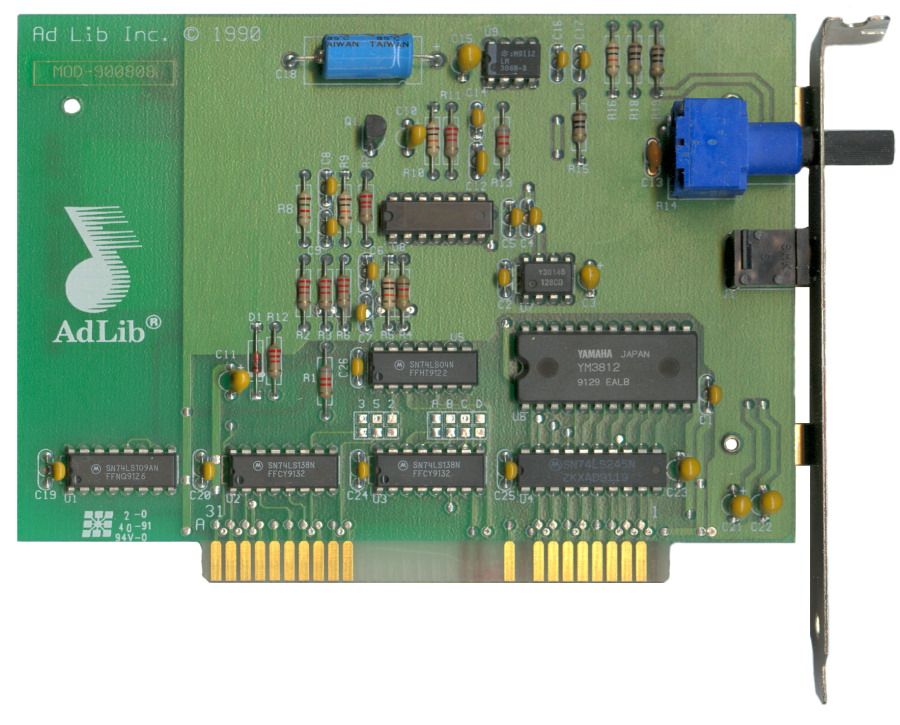
8-bit XT: Adlib FM hangkártya

Az Industry Standard Architecture (rövidítve: ISA) busznak nagy szerepe volt az IBM-kompatibilis PC-k sikerében. Az IBM 1981-ben mutatta be a buszrendszert és a tervdokumentációját egyből közkinccsé (public domain) tette. Az a nyílt architektúra rugalmas bővítési lehetőséget teremtett meg. Egy egész iparág épült rá az ISA-busszal kompatibilis bővítőkártyák fejlesztésére és gyártására.
A Mark Dean és Dennis Moeller IBM-mérnökök által kifejlesztett 16-bites ISA-busz visszafelé kompatibilis volt a korai Intel 8080-as, illetve Zilog Z80-as mikroszámítógépek 8-bites buszrendszerével, az S-100 busszal.
Eredetileg PC- vagy XT-busz-ként, majd 1984-től a 16-bites továbbfejlesztésére AT-busz-ként hivatkoztak. Az ISA-busz elnevezést utólag ragasztották rá, retronimaként. Az 1980-as évek közepétől az alaplapok mind 8-bites, mind pedig 16-bites ISA foglalatokat tartalmaztak, majd az 1990-es évek elejétől, a PCI-busz megjelenése után 16-bites ISA-foglalatokkal szerelték az új modelleket a régebbi kártyák támogatása végett. Extended Industry Standard Architecture, illetve Enhanced ISA (EISA) néven készítettek egy lefelé kompatibilis 32-bites változatot is, ez azonban nem lett sikeres. A 2000-es évek elején száműzték végleg a hardvergyártók a termékeikből az ISA-vezérlőt és foglalatokat és a helyét teljesen a PCI, majd részben az AGP vette át.
Az IBM PC/AT számítógépekben debütált 16-bites ISA-buszhoz közvetlenül csatlakozott az "AT Attachment", azaz ATA/IDE (későbbi nevén: PATA) interfész, mely merevlemezek vezérlését látta el, így lényegében az ISA-szabványból származtatható.

## Fordítás
- Ez a szócikk részben vagy egészben  az   Industry Standard Architecture című angol Wikipédia-szócikk fordításán alapul.  Az eredeti cikk szerkesztőit annak laptörténete sorolja fel. Ez a jelzés csupán a megfogalmazás eredetét és a szerzői jogokat jelzi, nem szolgál a cikkben szereplő információk forrásmegjelöléseként.